# 印環細胞癌
印環細胞癌（いんかんさいぼうがん、signet ring cell carcinoma）は上皮性悪性腫瘍（癌腫）の一種であり、印環細胞の組織学的形態をとるものをいう。また、稀に腸に出来ることもある
腺癌の組織型のひとつであり、胃の腺上皮に最も高頻度に認められるが、体の他の場所からも生じることがある。一部の（全てではない）症例については遺伝性であり、しばしばCDH1遺伝子の変異を来している。

## 転移
胃の印環細胞癌は転移の仕方が腸型胃癌と異なっている。胃の印環細胞癌転移症例においては、腹膜播種、肺の癌性リンパ管症、クルーケンベルク腫瘍(英語版)などの形で進行する傾向にある。

## 組織学的形態
粘液を貯留した巨大な小胞が細胞核を辺縁に圧排しているため、癌細胞が印環（印台リング）のように見えることから「印環細胞癌」という。
胃では、低分化型腺癌と印環細胞癌が混在することがしばしばあり、組織学的に por/sig と表記される。肉眼的には、linitis plastica やスキルス胃癌と呼ばれる形態がしばしばみられる。

## ギャラリー

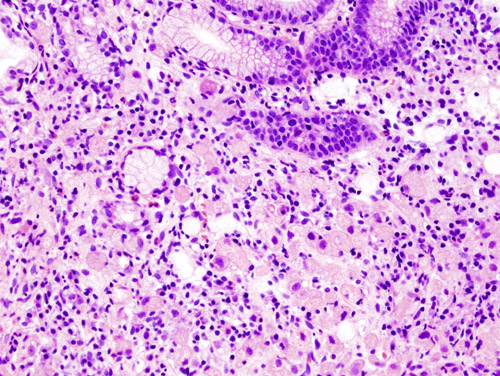
胃の印環細胞癌。HE染色。